# ميخائيل بيترز
ميخائيل بيترز هو عالم نفس كندي، ولد في 1942.